# Déesis

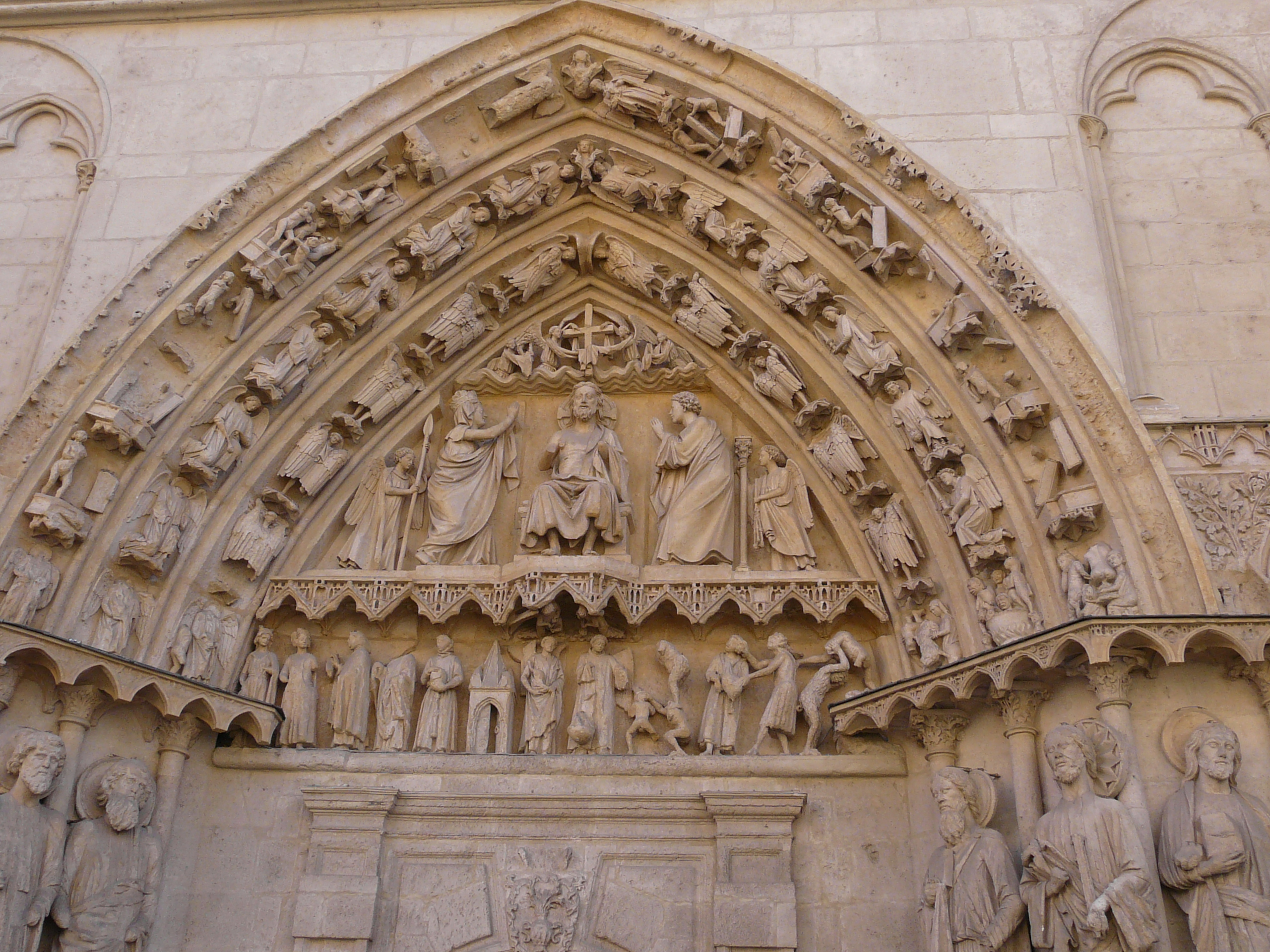
Déesis en el tímpano de la Portada de Coronería de la Catedral de Burgos

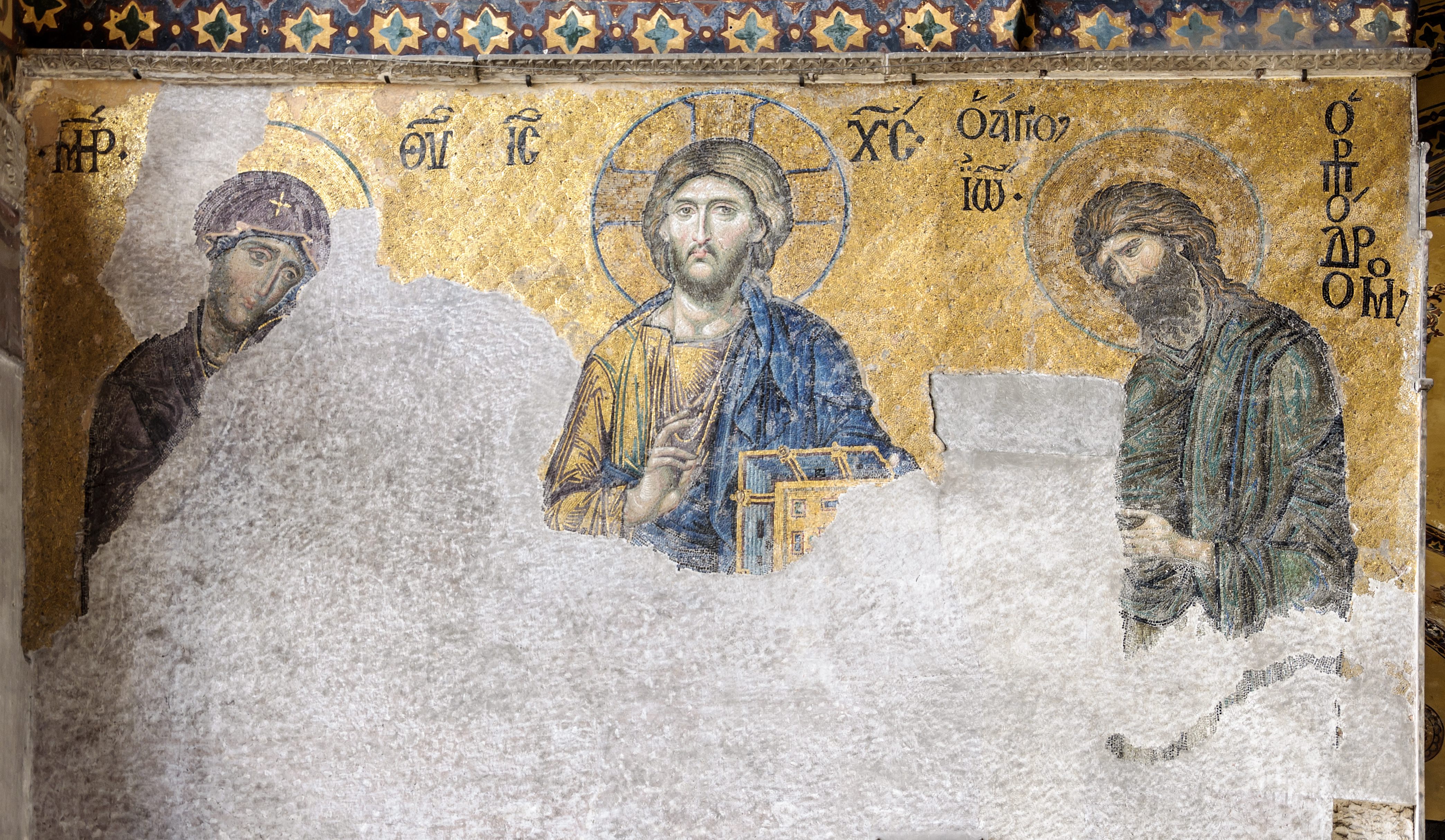
Mosaico representando una déesis en Santa Sofía de Constantinopla en Estambul

Principalmente empleada en el arte bizantino y posteriormente en el Románico, Gótico y en el Ortodoxo, generalmente la déesis (en griego, δέησις), «plegaria» o «súplica», es una representación iconográfica tradicional de Cristo en Majestad o Cristo Pantocrátor entronizado, llevando un libro y flanqueado por la Virgen María y San Juan Bautista, acompañado a veces por ángeles y santos. En otras ocasiones, también se representa a Cristo en la Cruz, pero siempre acompañado de María y de San Juan.
Tanto la Virgen María como San Juan Bautista y otros personajes que pueden acompañarlos tienen sus rostros mirando a Cristo con sus manos en posición de súplica en nombre de la humanidad.  
Se encuentra representado no solo en las portadas de las iglesias, sino que también se utilizan mosaicos, pinturas o eborarias.